# Abolition de l'esclavage en Guadeloupe
L'abolition de l'esclavage en Guadeloupe eut lieu en deux temps. Le 7 juin 1794 est proclamé une première fois l'abolition de l'esclavage, à la suite du décret voté par la convention montagnarde. Toutefois, en 1802, celui-ci est rétabli de force par le premier consul Napoléon Bonaparte. Il faut ensuite attendre le 27 mai 1848, pour mettre fin à plus de deux siècles d'esclavage colonial dans l'archipel guadeloupéen. Cette abolition marque un tournant historique majeur dans l'histoire de la Guadeloupe et des colonies françaises.

## Contexte historique

### L'esclavage en Guadeloupe
La Guadeloupe, colonisée par la France en 1635, devient rapidement une colonie de plantation basée sur l'exploitation de la main-d'œuvre esclave, apportée d'Afrique par le commerce triangulaire,. Bien qu'en métropole, l'esclavage est interdit depuis l'édit de 1315, dans les colonies en revanche, le système esclavagiste s'intensifie avec le développement de la culture de la canne à sucre au XVIIe siècle. Le Code noir, promulgué en 1685, réglemente la vie des esclaves et institutionnalise leur absence de droits.

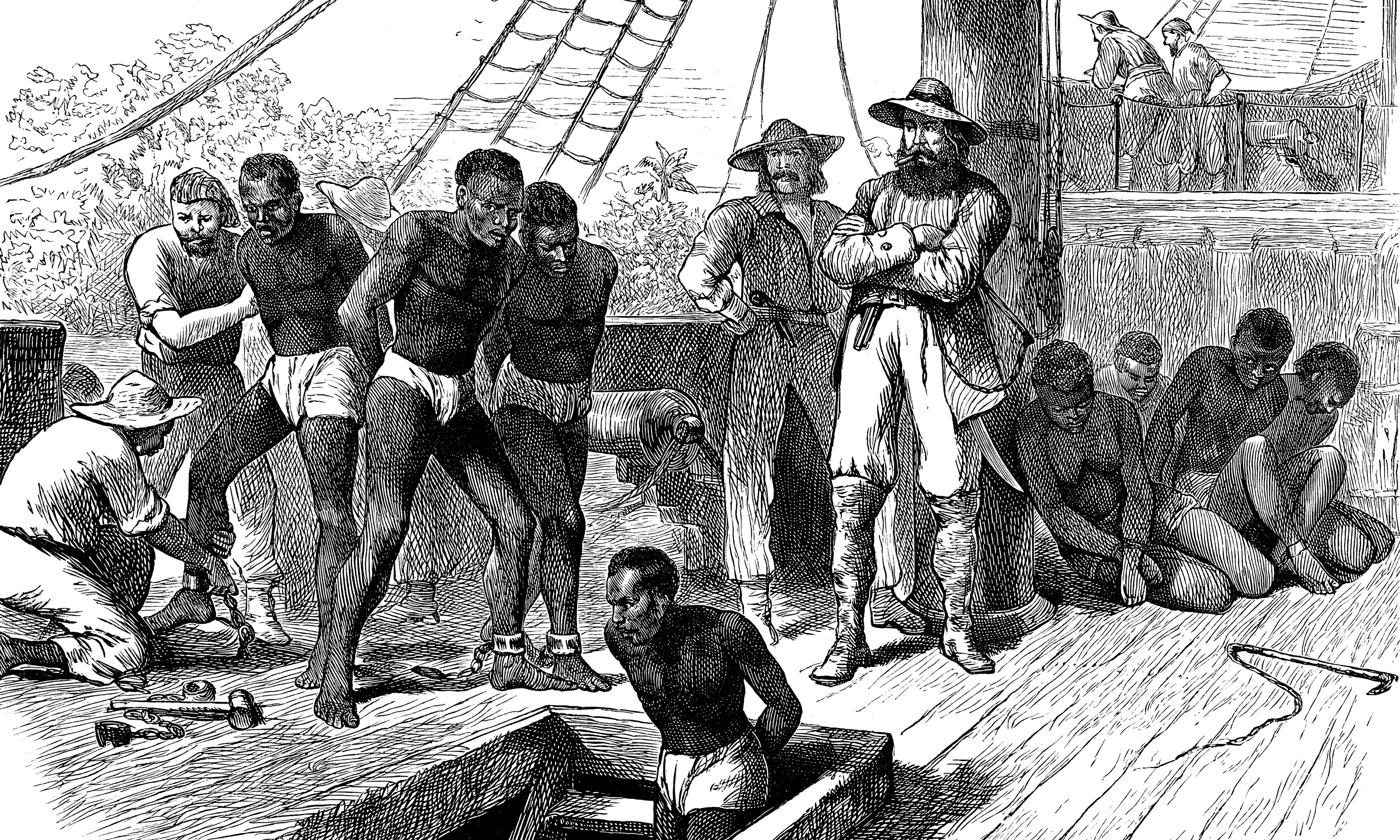
Embarquement des captifs africains à bord des navires négriers européens.
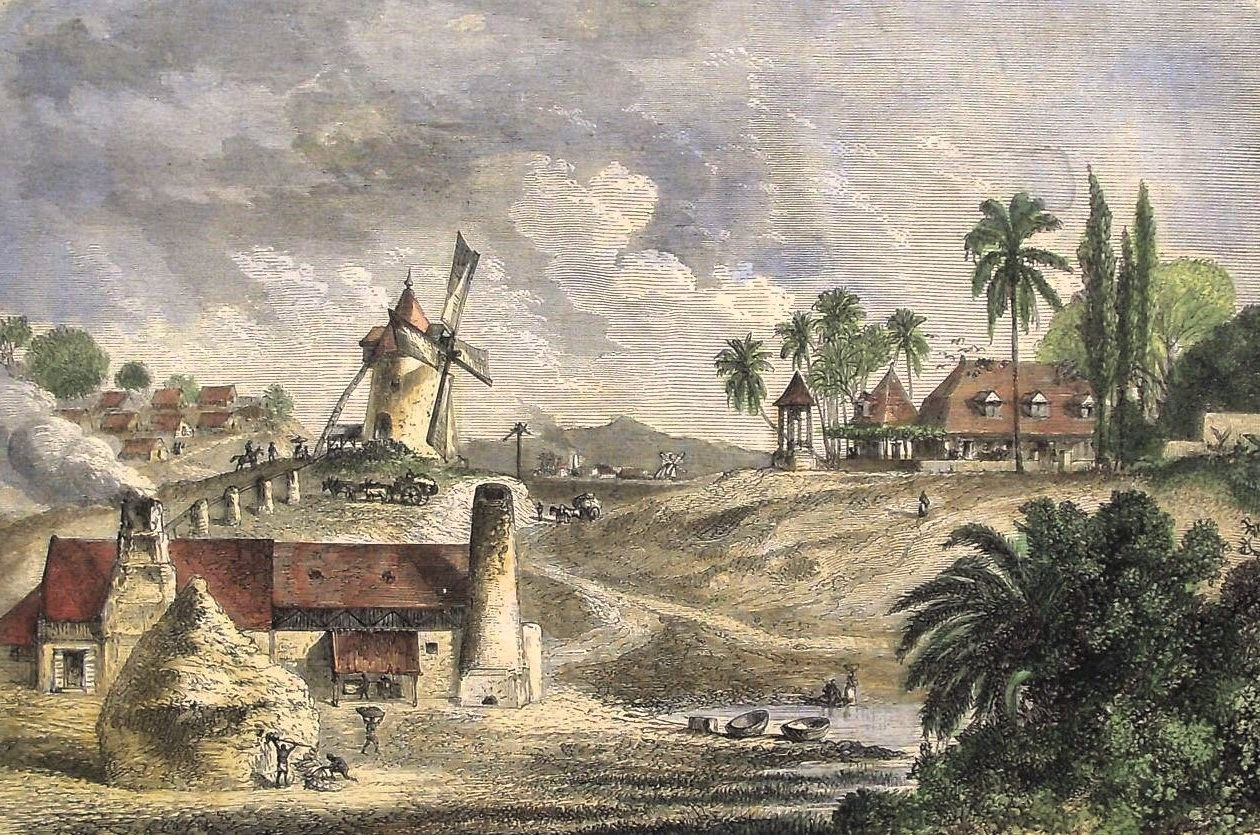
Vue d'une habitation sucrière en Guadeloupe au milieu du XIXe siècle.
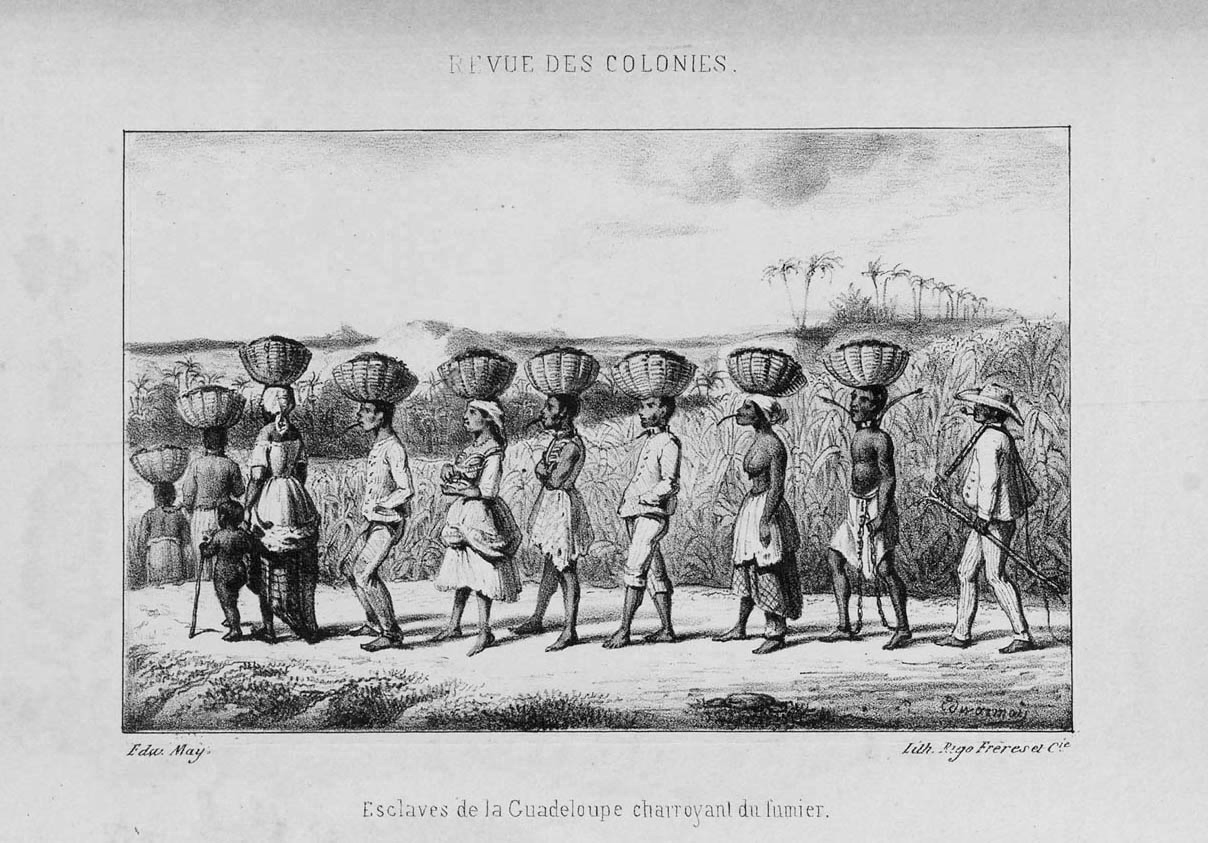
Esclaves transportant du fumier en Guadeloupe, vers 1835.
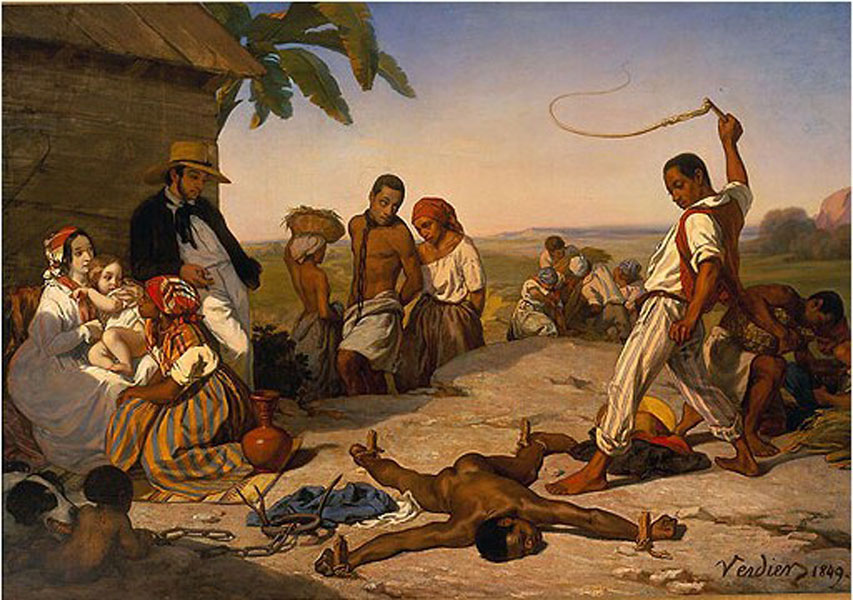
Le châtiment des quatre piquets (1843), scène de sévices corporels infligés à des esclaves dans les colonies françaises, peinture de Marcel Verdier.

### Les résistances à l'esclavage

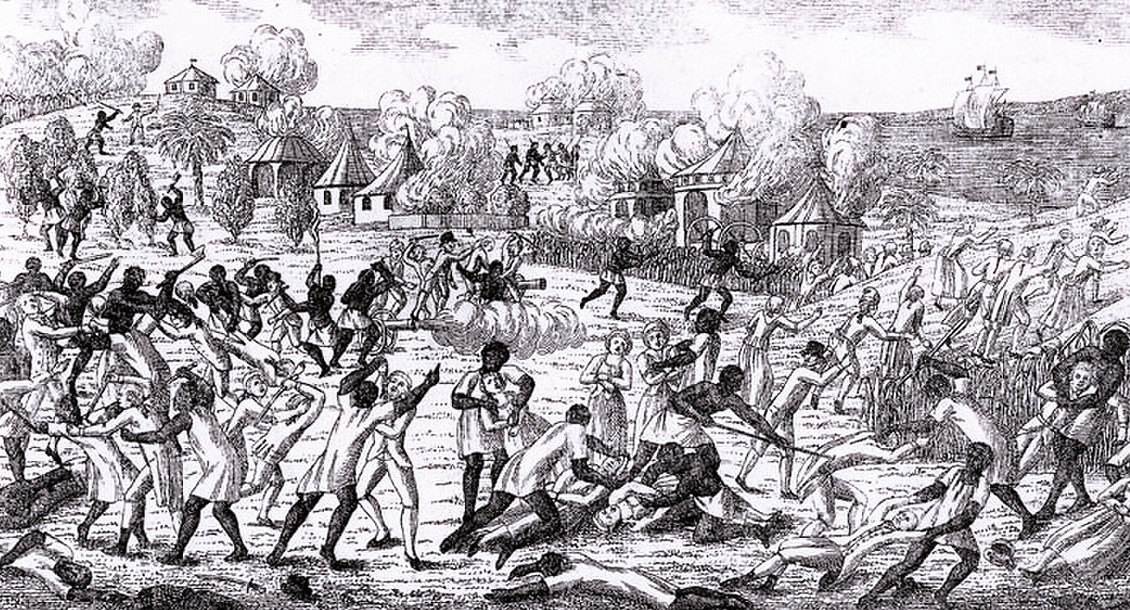
Révolte en 1791 des esclaves contre leurs maîtres dans la colonie de Saint-Domingue.

Tout au long de la période esclavagiste, les populations asservies développent diverses formes de résistance, :
- Les révoltes d'esclaves (notamment en 1656, 1710, 1730, 1793, et la résistance de 1802)[3],[source insuffisante] ;
- Le marronnage (fuite et organisation de communautés d'esclaves échappés)[4] ;
- Les empoisonnements[4],[5] ;
- La résistance culturelle et spirituelle (maintien de traditions, chants, danses, pratiques religieuses syncrétiques)[4].

## La première abolition (1794-1802)

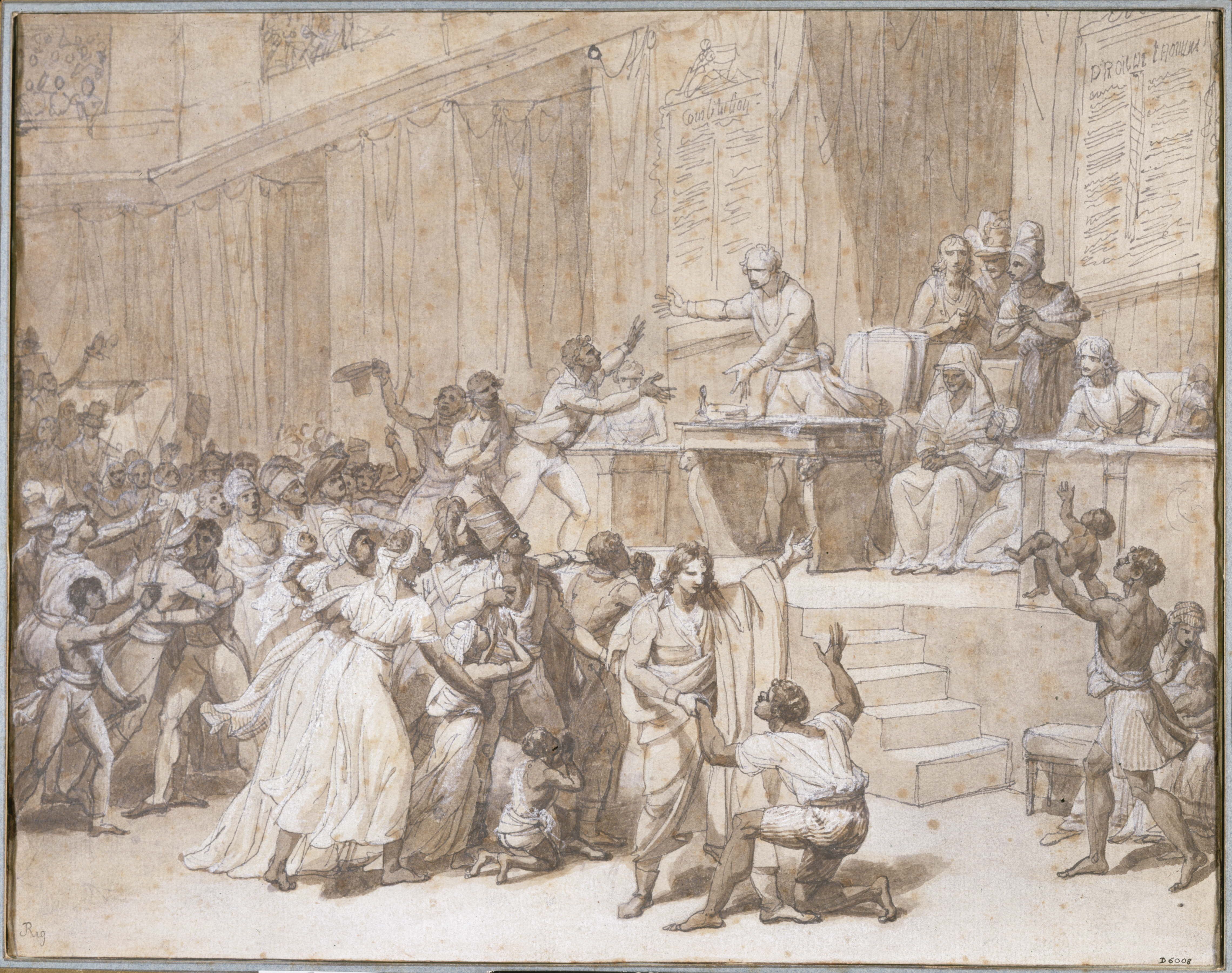
L’abolition de l’esclavage par la Convention montagnarde, le 4 février 1794, par Nicolas-André Monsiau.

### Abolition pendant la Révolution française
Sous l'influence des idéaux révolutionnaires et des révoltes dans les colonies, notamment à Saint-Domingue, la Convention nationale, dirigée par les Montagnards, abolit une première fois l'esclavage dans les colonies le 4 février 1794 (décret du 16 pluviôse an II),. Victor Hugues est chargé d'appliquer ce décret en Guadeloupe, où il proclame l'abolition le 7 juin 1794.

### Rétablissement de l'esclavage par Napoléon Bonaparte
Cependant, Napoléon Bonaparte, sous la pression du lobby des colons, rétablit l'esclavage par la loi du 20 mai 1802. Ce retour au régime d'avant 1789 provoque en Guadeloupe une résistance héroïque menée notamment par Louis Delgrès, Joseph Ignace et la mulâtresse Solitude, qui combattent les troupes napoléoniennes. Delgrès et ses compagnons se sacrifient au Matouba le 28 mai 1802 plutôt que de se rendre et de retourner à l'asservissement,. Des prisonniers seront déportés en Corse sur ordre de Napoléon.

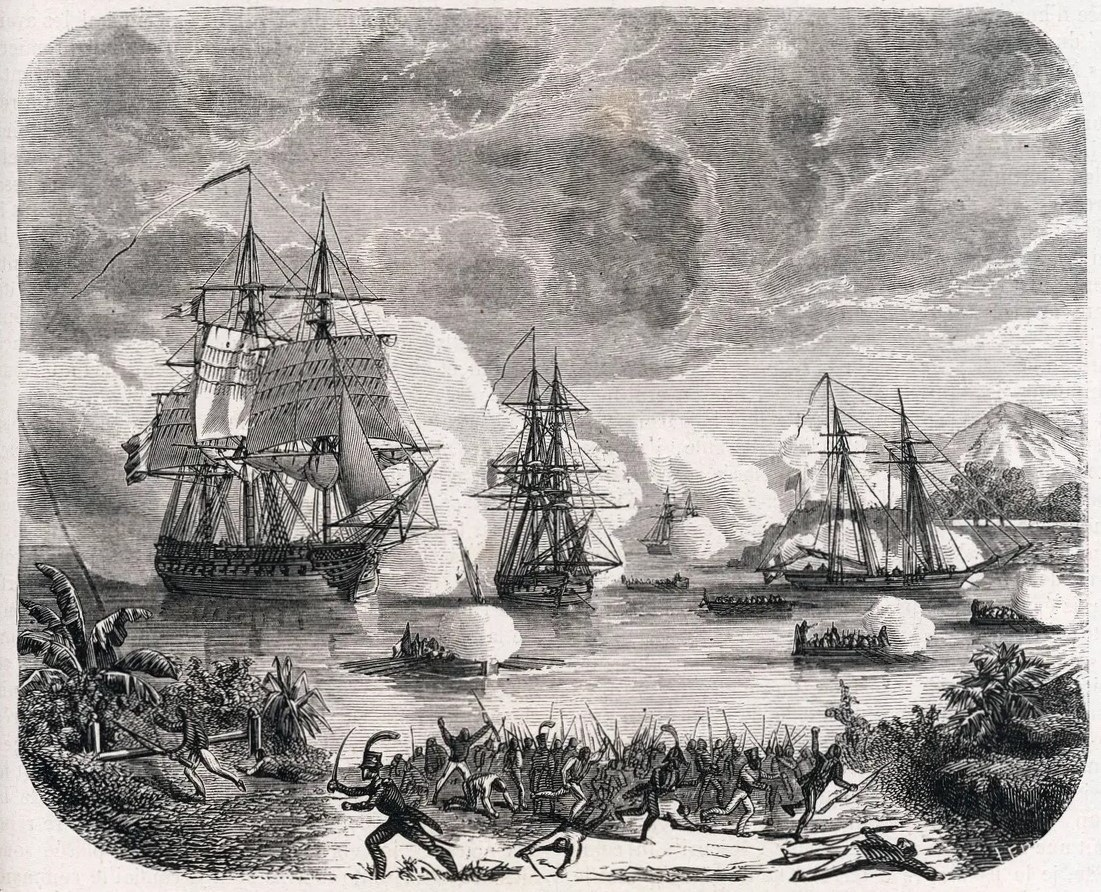
Débarquement en 1802 des troupes napoléoniennes à Pointe-à-Pitre, en Guadeloupe, lors de l'expédition Richepance chargée de rétablir l'esclavage sur l'île.
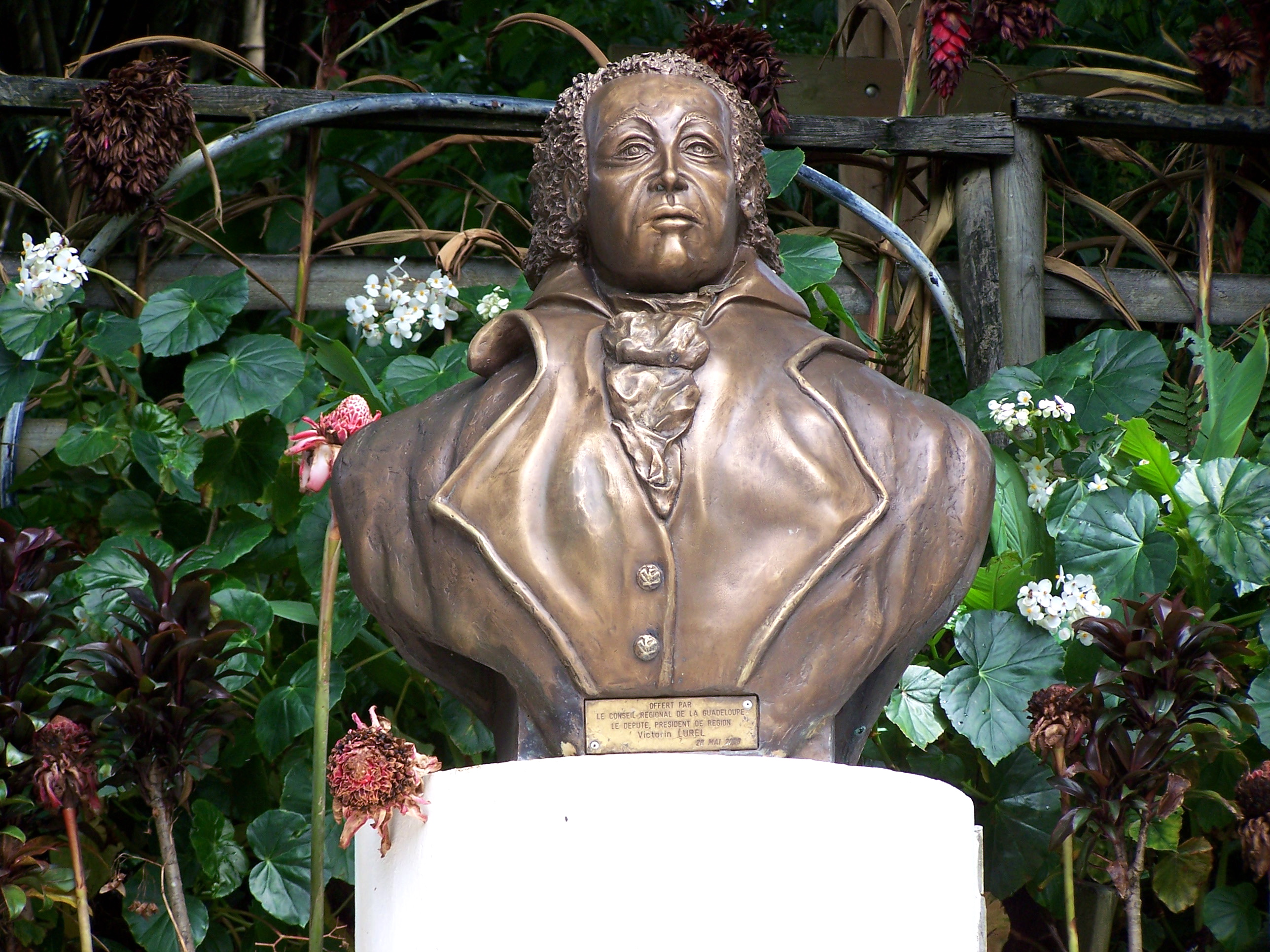
Buste en l'honneur de Louis Delgrès à Matouba.

## La seconde abolition (1848)

### Mouvement abolitionniste et contexte révolutionnaire
La révolution française de 1848, qui instaure la Deuxième République, crée un contexte politique favorable à l'abolition définitive de l'esclavage. Le mouvement abolitionniste, actif en France depuis plusieurs décennies avec des figures comme l'Abbé Grégoire, Benjamin Constant ou Cyril Bissette gagne en influence. Victor Schœlcher, journaliste, écrivain et homme politique, devient l'un des principaux artisans de l'abolition après plusieurs voyages aux Antilles et aux Amériques où il étudie le système esclavagiste. Dès la proclamation de la République en février 1848, le Gouvernement provisoire nomme Schœlcher président de la commission d'abolition de l'esclavage et sous-secrétaire d'État aux Colonies.

### Le décret du 27 avril 1848
Le 27 avril 1848, le Gouvernement provisoire signe le décret d'abolition de l'esclavage dans toutes les colonies et possessions françaises. Ce décret, largement préparé par la commission présidée par Victor Schœlcher, prévoit :
- L'abolition de l'esclavage dans un délai de deux mois après sa promulgation dans chaque colonie[2].
- L'octroi de la citoyenneté française aux anciens esclaves, qui deviennent ainsi des citoyens à part entière[2].
- Le principe d'une indemnisation des anciens propriétaires d'esclaves, dont les modalités seront fixées ultérieurement[1],[2],[7].

### La proclamation en Guadeloupe

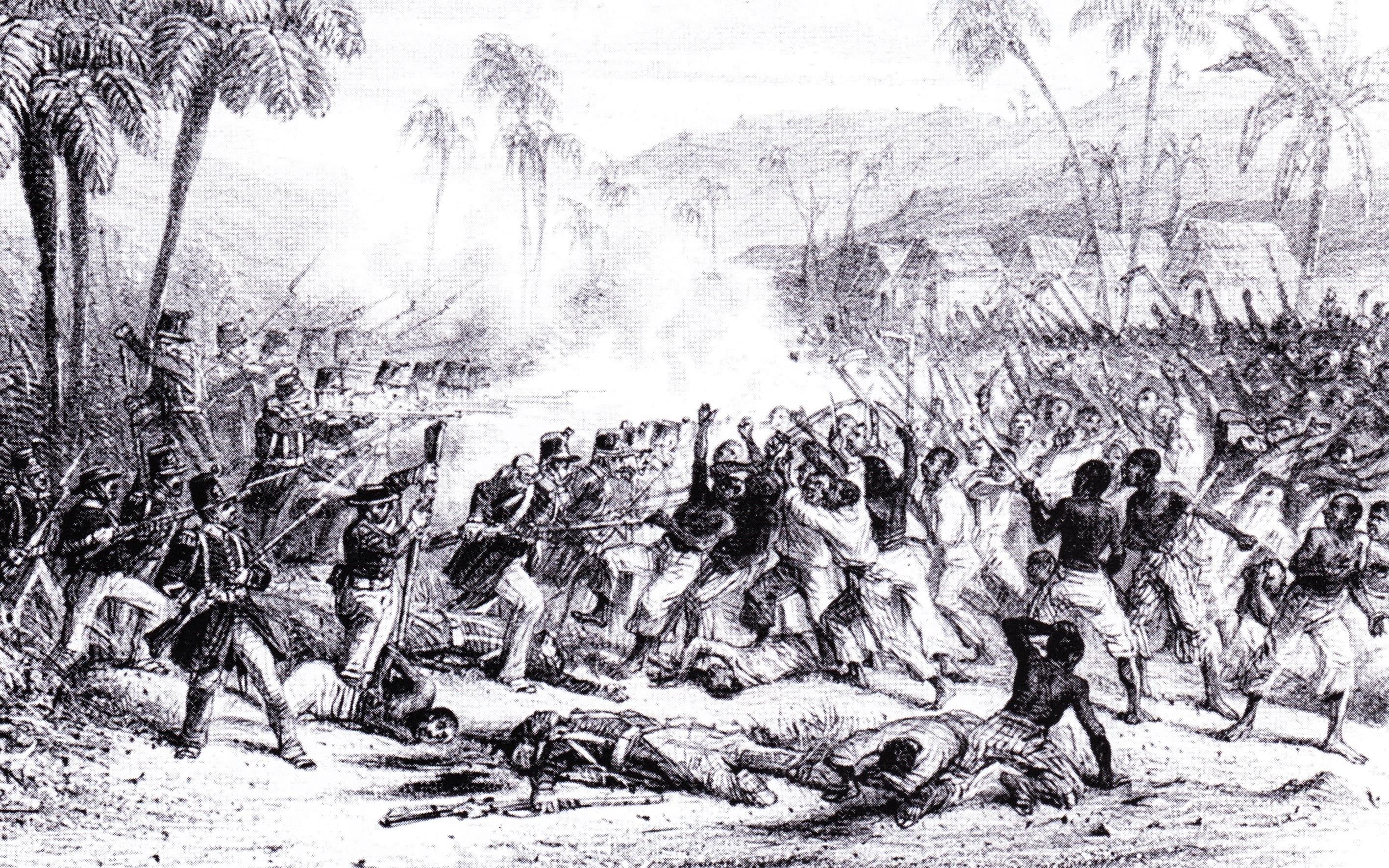
Gendarmes et colons affrontant les esclaves révoltés en Martinique le 22 mai 1848.

Les nouvelles du décret d'avril mettent plusieurs semaines à parvenir aux Antilles. En Guadeloupe comme en Martinique, l'attente de la libération suscite une agitation croissante parmi les esclaves. Des révoltes éclatent, notamment à Saint-Pierre en Martinique le 22 mai 1848, où les esclaves insurgés obtiennent la proclamation immédiate de l'abolition par le gouverneur local.
En Guadeloupe, face à la tension montante et craignant des troubles similaires, le gouverneur par intérim, Jean-François Layrle, prend la décision de proclamer l'abolition de l'esclavage le 27 mai 1848,, sans attendre l'arrivée des décrets officiels ni l'expiration du délai de deux mois. Cette proclamation anticipe l'arrivée du commissaire général de la République, Auguste-François Perrinon, envoyé pour mettre en œuvre l'abolition et qui confirmera cette décision à son arrivée le 5 juin 1848.

### L'indemnisation des propriétaires d'esclaves
Prévue dans le décret de 1848, un loi est votée le 30 avril 1849 (alors que Louis-Napoléon Bonaparte a été élu président), afin d'indemniser les propriétaires d'esclaves. Ce sont ainsi 126 millions de francs or (équivalent de près de 27 milliards d'euros en 2021) qui sont versés pour la perte des 250 000 travailleurs serviles. En Guadeloupe, le montant pour chaque esclave s'élève à 469 francs or. Les anciens esclaves, eux, ne reçoivent aucune réparation.

## Les acteurs principaux

### Victor Schœlcher (1804-1893)
Homme politique et journaliste français, il consacre une grande partie de sa vie à la lutte contre l'esclavage. Ses enquêtes, ses écrits (notamment De l'esclavage des Noirs et de la législation coloniale (1833) et Des colonies françaises. Abolition immédiate de l'esclavage (1842)) et son action politique sont déterminants. En tant que président de la commission d'abolition, il rédige le décret du 27 avril 1848.

### Les esclaves insurgés
Les révoltes et l'agitation des esclaves en mai 1848, tant en Martinique qu'en Guadeloupe, jouent un rôle crucial en précipitant la proclamation de l'abolition par les autorités locales,. Leur détermination et leurs actions démontrent qu'ils ne sont pas de simples bénéficiaires passifs de l'abolition, mais des acteurs de leur propre libération.

### Le gouverneur Jean-François Layrle
Gouverneur par intérim de la Guadeloupe, sa décision de proclamer l'abolition le 27 mai, sous la pression des événements et pour maintenir l'ordre, est un acte administratif important qui officialise la liberté avant l'arrivée des instructions de Paris,.

## Conséquences

### Conséquences immédiates
- Libération d'environ 87 000 esclaves en Guadeloupe[3],[1].
- Octroi de la citoyenneté française aux nouveaux libres, leur donnant le droit de vote (pour les hommes) et théoriquement l'égalité civique[2].
- Attribution de patronymes aux nouveaux libres.

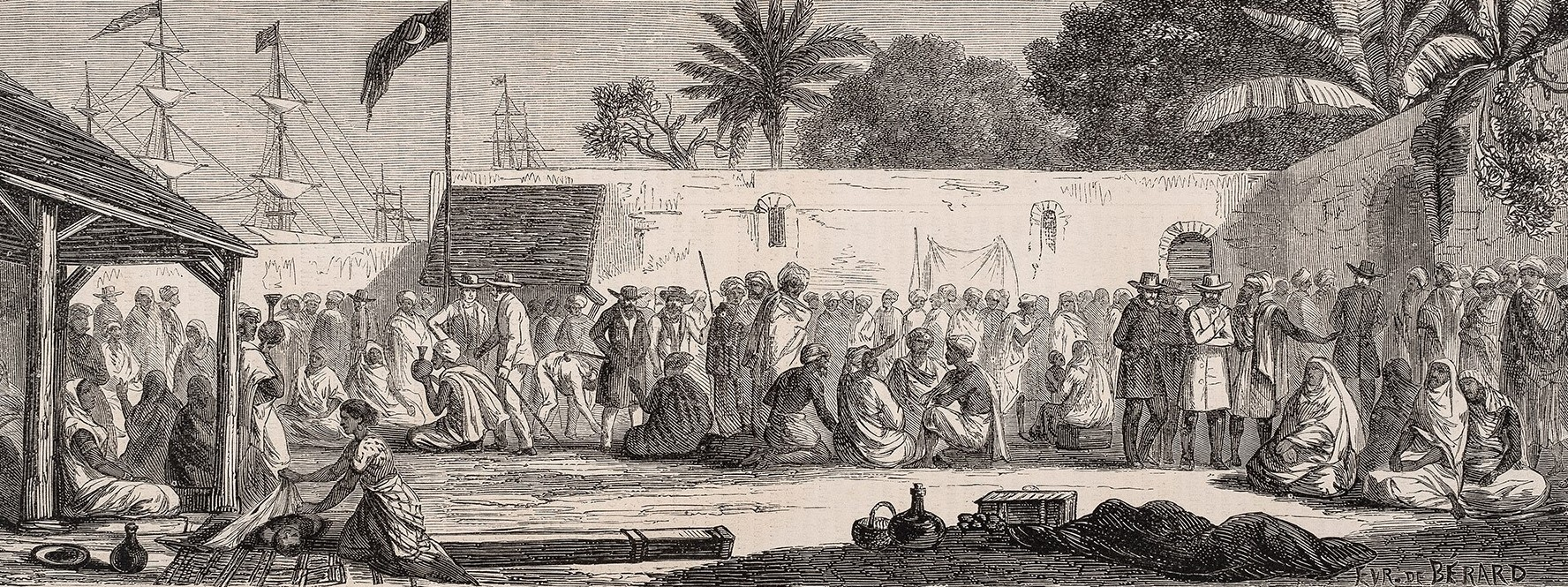
Campement d'engagés indiens avant leur départ pour les habitations en Guadeloupe, 1858.

- Campement d'engagés indiens avant leur départ pour les habitations en Guadeloupe, 1858.Une profonde réorganisation du travail s'impose dans les plantations. De nombreux anciens esclaves refusent de continuer à travailler dans les mêmes conditions pour leurs anciens maîtres[3]. Pour pallier le manque de main-d'œuvre sur les plantations, les autorités coloniales et les planteurs organisent l'immigration de travailleurs sous contrat (engagisme), principalement en provenance d'Inde (1854-1889), mais aussi d'Afrique (Congolais) et de Chine[3],[1].
- Versement d'une indemnité aux anciens propriétaires d'esclaves en compensation de la perte de leur « propriété », conformément à la loi du 30 avril 1849[1].

### Impact social et culturel
- Émergence d'une paysannerie noire, de nombreux affranchis cherchant à acquérir des terres pour échapper au système de plantation[3],[4].
- Développement et affirmation de nouvelles formes culturelles créoles, mêlant héritages africains, européens et amérindiens[4].
- Persistance durable des inégalités socio-économiques et des hiérarchies raciales héritées de la période esclavagiste, marquant profondément la société guadeloupéenne contemporaine[4].

### Mémoire et commémoration
Le 27 mai est un jour férié en Guadeloupe, commémorant l'abolition de l'esclavage. Cette date a été officiellement reconnue comme jour de commémoration par la loi du 30 juin 1983. Elle est un symbole puissant de la lutte pour la liberté et la dignité humaine dans la mémoire collective guadeloupéenne et donne lieu à de nombreuses manifestations et cérémonies.

## Historiographie
L'historiographie de l'abolition de l'esclavage a considérablement évolué. Initialement, elle était souvent centrée sur l'action des abolitionnistes métropolitains, et en particulier sur la figure de Victor Schœlcher, le présentant comme le principal libérateur des esclaves (une vision « schœlchériste »). Depuis plusieurs décennies, les travaux d'historiens comme Oruno D. Lara, Myriam Cottias, Frédéric Régent, et Nelly Schmidt, entre autres, ont mis en lumière la complexité du processus d'abolition. Ces recherches insistent sur :
- Le rôle actif et continu des esclaves dans leur propre libération, à travers les révoltes, le marronnage, et d'autres formes de résistance[4],[3].
- L'impact des contextes économiques, sociaux et politiques, tant locaux qu'internationaux.
- Les limites de l'abolition de 1848 et la persistance des structures de domination post-esclavagistes.

Cette réévaluation historiographique a permis une compréhension plus nuancée et complète de cet événement fondamental.

### Sources primaires
- Victor Schœlcher, Des colonies françaises. Abolition immédiate de l'esclavage, Paris, Pagnerre, 1842 (lire en ligne)

### Ouvrages récents
- Jacques Adélaïde-Merlande, Histoire générale des Antilles et des Guyanes, des Précolombiens à nos jours, Paris, L'Harmattan, 1994 (ISBN 2-7384-2972-6)
- Robin Blackburn, The Overthrow of Colonial Slavery, 1776-1848, Londres/New York, Verso, 1988 (ISBN 978-0-86091-901-8)
- Myriam Cottias, La Question noire. Histoire d'une construction coloniale, Paris, Bayard, 2007 (ISBN 978-2-227-47513-7)
- Oruno D. Lara, La Guadeloupe dans l'histoire : la Guadeloupe physique, économique, sociale et politique de la découverte à nos jours, Paris, L'Harmattan, 1979 (réimpr. 1999) (ISBN 2-7384-8143-4)
- Frédéric Régent, La France et ses esclaves : de la colonisation aux abolitions (1620-1848), Paris, Grasset & Fasquelle, 2007 (ISBN 978-2-246-70211-5)
- Nelly Schmidt, Victor Schœlcher et l'abolition de l'esclavage, Paris, Fayard, 1994 (ISBN 978-2-213-03058-6)
- Nelly Schmidt, L'abolition de l'esclavage. Cinq siècles de combats XVIe-XXe siècle, Paris, Fayard, 2005 (ISBN 978-2-213-62222-4)